# STEP 7

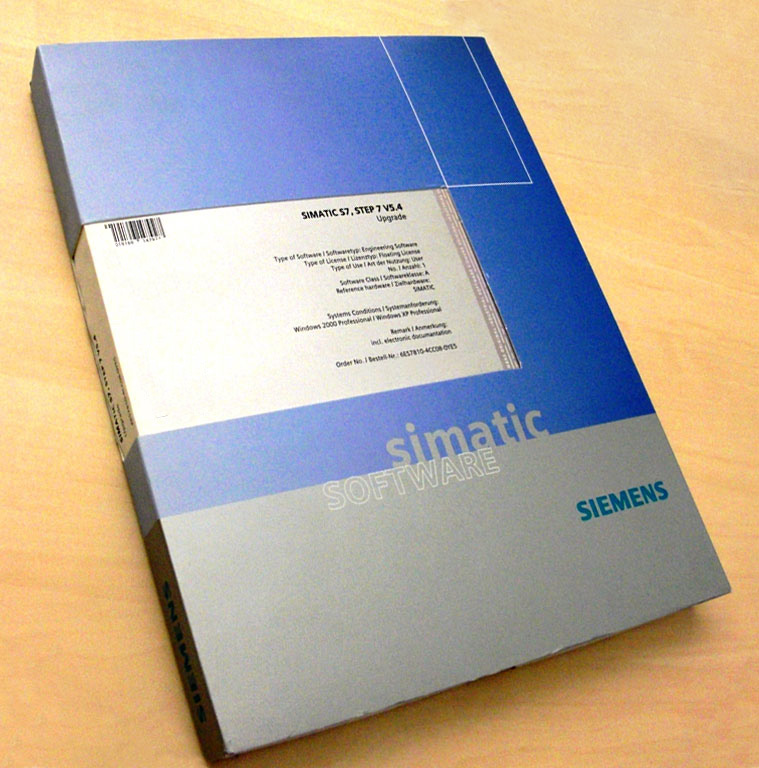
Paquete de software STEP7 V5.4.

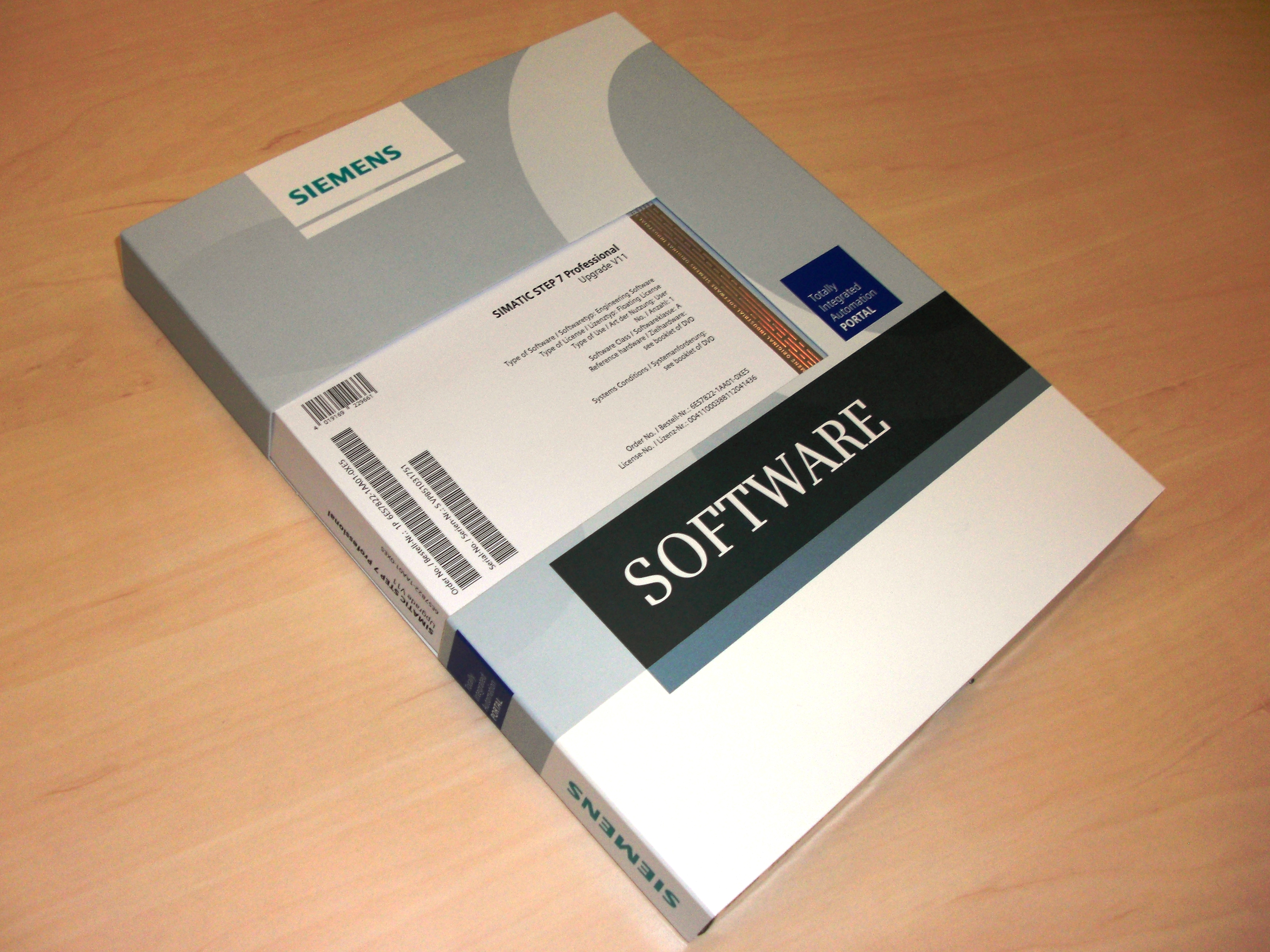
Paquete de software STEP7 V11.

STEP 7, o S7, es un software de programación del PLC (controladores lógico programable) SIMATIC-S7,  de Siemens.
El S7 es el sucesor de S5 (para el PLC SIMATIC-S5), que está ampliamente extendido en toda Alemania. Los autómatas SIMATIC constituyen un estándar en la zona, compitiendo en primera línea con otros sistemas de programación y control lógico de autómatas, según la norma IEC 61131-3.[cita requerida]

## Descripción
STEP 7 domina el mercado de lenguajes de programación según la norma DIN EN 61131-3 disponiendo de tres lenguajes de programación:[cita requerida]
- FBS - Funktionsbausteinsprache FUP Funktionsplan, diagrama de funciones
- KOP - Kontaktplan englisch LD o LAD, diagrama de contactos
- AWL - Anweisungsliste englisch STL, lista de instrucción[1]

Según la norma EN 61131-3 (Engineering Tools):
- S7 SCL (Structured Control Language) Lenguaje de texto estructurado
- S7-Graph (grafisch programmierbare) Gráficos Programables

Además:
- S7 HiGraph
- S7 CFC (Continuous Function Chart)

AWL o lista de instrucciones es similar al lenguaje ensamblador. Al igual que SCL está basado en la programación en texto. Todas las herramientas de programación son interfaces de programación gráfica.
Todas las operaciones están centralizadas y permiten funcionar con cualquier tipo de datos.
Mediante la Programación Estructurada es posible reutilizar los módulos de simplificando ampliaciones o modificaciones de proyectos posteriores.
Utiliza herramientas de ingeniería para el diagnóstico, simulación y control simple o complejo de los bucles de programados.
Con STEP 7 se tiene acceso a los controladores SIMATIC. A partir de esto se consigue el Siemens Automation Totally Integrated, con ventajas para los usuarios de dispositivos SIMATIC en las diferentes tareas.
Por otra parte, hay muchos vendedores que desarrollan herramientas o módulos de función, donde el programador elimina tareas que consumen tiempo y mejoran el diagnóstico de errores.

## Origen del término
"STEP" STeuerungen Einfach Programmieren, que en alemán significa "programar controladores fácilmente".

## Versiones
| Versión | Fecha liberación     | Fecha                 | Sistema Operativo |  |
| ------- | -------------------- | --------------------- | --- |  |
| 1.0     | 1995                 | 1. febrero de 1997    | Versión 1.0 de STEP 7. Con disquete de autorización sobre Windows 3.11. |  |
| 2.0     |                      | 1. febrero de 1998    | Simatic S7-400 Versión 2.0 sobre Windows 95. |  |
| 2.1     | 27. agosto de 1996   | 13 de enero de 1998   | Actual S7-300 CPU. |  |
| 3.0     |                      |                       | Versión de SIMATIC S7, Soft-SPS - Software-SPS, WinAC. |  |
| 3.1     | 5. junio de 1997     | 1. octubre de 1997    | Versión 3.1 para Windows 95 con disquetes y CD. |  |
| 3.2     | 1. octubre de 1997   | 1. mayo de 1999       | Versión 3.2 , con disquetes y CD , sobre Windows NT. |  |
| 4.0     | 2. noviembre de 1998 | 1. septiembre de 2000 | Versión 4.0, para Windows 95 y NT con CD. Con SP3 para Windows NT corrigiendo errores de Software y nueva Versión 4.01. |  |
| 5.0     | 7. junio de 1999     | 1. enero de 2003      | Versión 5.0 para Windows 95 y NT hasta Windows 98. |  |
| 5.1     | 14. agosto de 2000   | 1. junio de 2004      | Version 5.1 funcionando sobre Windows ME y Windows 2000 también funciona en Windows 95/98/NT. |  |
| 5.2     | 16. enero de 2003    | 1. octubre de 2006    | Versión 5.2 sobre Windows XP. |  |
| 5.3     | 30. enero de 2004    | 30. agosto de 2010    | Versión 5.3 para Windows 2000 y Windows XP. |  |
| 5.4     | 6. abril de 2006     |                       | V5.4 , el 4 de octubre de 2006 aparece el SP1 El 15. Junio 2007 el Service Pack 2 El 12 de octubre de 2007 el Service Pack 3 para Microsoft Windows Vista. Solucionando problemas de Microsoft Windows XP. El 10 de septiembre de 2008 libera Siemens el Service Pack 4 para la Versión 5.4 El 25. Mayo 2009 publica el Service Pack 5. |  |
| 5.5     | 30. agosto de 2010   |                       | Versión para Windows XP (SP2 y SP3) y para Windows 7 (32Bit), no para Windows Vista, Lista de compatibilidades. El SP1 de STEP 7 V5.5 sobre Windows 7 64-Bit (Professional, Ultimate e Enterprise) |  |
| 10.0    |                      |                       | Versión Beta STEP 7. |  |
| 10.5    | 10. Junio 2009       |                       | Para la nueva generación de SIMATIC S7 desde S7-200 hasta S7-1200. También S7-300 y S7-400 hasta el S7-1500 y nuevas innovaciones. Nuevo WinCC flexible, actualizado de la Versión 1.3.3.0 (2008 SP3 pasando de la V5 a la V10 de STEP 7. Service Pack 1 Software en español, italiano y francés.                                       |  |
| 11.0    | 30. Marzo 2011       |                       | Actual Versión V11 de STEP 7 en el nuevo TIA Portal Frameworks para Autómatas Programables, soportando S7-300 y S7-400. |  |

## Literatura relacionada
- Hans Berger: Automatisieren mit STEP 7 in KOP und FUP, 6. überarbeitete und erweiterte Auflage, 2012, ISBN 978-3-89578-411-8
- Hans Berger: Automatisieren mit STEP 7 in AWL und SCL, 7. Auflage, 2011, ISBN 978-3-89578-397-5
- Hans Berger: Automatisieren mit SIMATIC S7-300 im TIA Portal, Engineeringsoftware STEP 7 V11, 2011, ISBN 978-3-89578-357-9
- Matthias Habermann, Torsten Weiß: STEP® 7-Crashkurs Extended, 6. Auflage, 2007, VDE VERLAG GMBH, ISBN 978-3-8007-3060-5
- Arnold Zankl: Meilensteine der Automatisierung, ISBN 3-89578-258-0
- Siemens AG, Siemens Automation and Drives|Automation and Drives: SIMATIC S7, STEP 7 - Grundwissen, 2006, Siemens-Bestell-Nr. 6ES7810-4CA08-8AW0
- Siemens AG, Bereich Automatisierungstechnik: SIMATIC Komponenten für die Vollintegrierte Automation, Nürnberg, 1997, Siemens-Bestell-Nr. E86060-K4670-A101-A3
- Ludwig Wenzl: Simatic S7 – STEP 7 Praxistraining, 3. überarb. u. erw. Auflage ISBN 978-3-14-231226-2